# EAE Business School
EAE Business School es una escuela de negocios privada fundada en 1958. La escuela cuenta con campus en las ciudades de Madrid y Barcelona, España.
EAE Business School ofrece programas académicos acreditados por diversas instituciones externas. En su campus de Barcelona, los programas están acreditados por la Universidad Politécnica de Cataluña, mientras que en Madrid, la acreditación corresponde a la Universidad UNIE.

## Historia
Fue fundada en 1958 por José de Orbaneja y Aragón. En el año 2006, Grupo Planeta compró EAE Business School.

## Afiliaciones
- Miembro de AEEDE (Asociación Española de Escuelas de Dirección de Empresas)[cita requerida]
- EFMD (Fundación Europea para el Desarrollo Gerencial)[cita requerida]
- EBEN (Red Europea de Ética Empresarial)[cita requerida]
- ForQ (Asociación para la Calidad en la Formación)[cita requerida]
- CLADEA (Consejo Latinoamericano de Escuelas de MBA)[cita requerida]
- Miembro de AACSB (Asociación para el Avance de las Escuelas Universitarias de Negocios), pero no acreditado[4]

## Clasificaciones
- Ranking Merco (2016): La Escuela mantiene por tercer año consecutivo la posición dentro del sector educativo como segunda escuela de negocios con mayor reputación de España. En la clasificación general de empresas, la Escuela ocupa el puesto 45.[5]
- Ranking Merco (2016) :una de las empresas españolas con mejor talento,[6] situándose entre las cinco mejores escuelas de negocio[7] por décimo año consecutivo. Respecto al Ranking Merco de Responsabilidad y Gobierno Corporativo,[8] en la edición de 2015, EAE se sitúa en el puesto 24 de la clasificación general de empresas.
- Ranking El Mundo 2016: Por tercer año consecutivo, el diario El Mundo ha reconocido a seis másteres de EAE entre los mejores de su especialidad en España (Máster en Dirección de Comunicación Corporativa, Máster en Dirección Financiera, Máster en Dirección de Operaciones y Logística, Máster en Dirección Comercial y de Ventas, Máster en Marketing y Dirección Comercial, Máster en Dirección de Recursos Humanos).[9]
- Ranking de las mejores escuelas de negocios del mundo 2016: según la revista, EAE se sitúa en el puesto 13.[10]
- Ranking Eduniversal Mejores Másters a Nivel Mundial 2015-2016: Máster en Dirección de Comunicación Corporativa, Máster en Supply Chain Management y Máster en Dirección de Recursos Humanos entre los mejores del mundo.[11]

## Cobertura mediática
Algunas coberturas mediáticas: 
- Prensa: El Economista, El País, La Razón.
- Radio: Canal Extremadura Radio,[12] Cadena Ser,[13] Radio Intereconomía,[14] RTVE,[15] Onda Cero Catalunya.[16]
- Televisión: Noticias Cuatro,[17] Guatevisión.[18]